# São Paulo Antiga
O São Paulo Antiga é um instituto cultural e portal jornalístico mantido pelo jornalista e ativista brasileiro Douglas Nascimento, no qual disponibiliza imagens e histórias de lugares da capital paulista. Nos primeiros quatro anos de existência, o endereço se tornou uma das principais referências sobre as transformações na cidade de São Paulo e reunia em 2017 um acervo de aproximadamente 7 000 imagens. Douglas é o presidente do Instituto São Paulo Antiga, jornalista na Folha de S.Paulo e membro do Instituto Histórico e Geográfico de São Paulo.

## História
Em 2009, Douglas Nascimento iniciou um projeto chamado "São Paulo Abandonada", que visava catalogar as construções antigas abandonadas ou demolidas da cidade de São Paulo. Um ano após seu início, o projeto já ultrapassava os resultados esperados e resolveram alterar o nome do projeto para algo mais abrangente. Então, no dia 1 de setembro de 2010, o projeto passou a se chamar São Paulo Antiga.

### Instituto
Em 2019, foi fundado o Instituto São Paulo Antiga, a fim de abrigar o acervo iconográfico, documental e a biblioteca especializada construídos ao longo dos anos e com a missão de difundir todos aspectos materiais e imateriais das cidades brasileiras com ênfase na cidade de São Paulo. O instituto está regulamentado de acordo com a lei federal nº 9790/99 e do decreto federal nº 3100/99. O instituto foi criado para documentar, através do jornalismo, fotografias, arquitetura e história, as transformações ocorridas através dos tempos na cidade de São Paulo, com o intuito de preservar a memória da cidade. O instituto está sediado na Rua Cachoeira, 691, no bairro de Belenzinho, na cidade de São Paulo.